# Linden (pommersches Adelsgeschlecht)

Wappen derer von Linden

Die Familie von Linden stammte aus Pommern und wurde durch den schwedischen König in den Adelsstand erhoben. Sie bestand in der männlichen Linie nur drei Generationen und hatte umfangreichen Landbesitz in Altvorpommern.

## Geschichte
Im Jahr 1705 wurde der aus Stettin stammende Getreidegroßhändler Christian Linden, Sohn eines Pastors, durch den schwedischen König Karl XII. wegen seiner Verdienste als Armeelieferant im Großen Nordischen Krieg geadelt und mit den in Schwedisch-Pommern gelegenen Gütern Broock, Tellin, Hohenbüssow, Buchholz   und Siedenbüssow belehnt. Sein Sohn Karl war mit einer Schwester des späteren Generalfeldmarschalls Kurt Christoph von Schwerin verheiratet. Nach dem Frieden von Stockholm 1720 kamen die Besitzungen unter preußische Hoheit und die von Linden wurden preußische Untertanen.
Der Besitz wurde 1733 durch einen Vergleich unter seinen drei Söhnen aufgeteilt. 1763 wurden die Güter allodifiziert. Christian Bogislaw von Linden bekam Broock, Hohenbüssow und Buchholz  . Der Kriegsrat Detlof Gustav Friedrich von Linden erhielt Siedenbüssow und Tellin. Karl Friedrich von Linden besaß Bartow, Pritzenow, Daberkow, Wietzow und ab 1776 Tützpatz. In Tützpatz ließ er 1778/79 das barocke Gutshaus Tützpatz errichten.
1785 wurde ein Fideikommiss eingerichtet. Da keiner der drei Brüder männliche Nachkommen hatte, fiel der Besitz nach dem Tode Karl Friedrichs 1785 an dessen Neffen Friedrich Georg Christian von Heyden, der das Adelsgeschlecht von Heyden-Linden begründete.

## Wappen
Im dreifach gespaltenen Schild rechts im roten Feld ein aufrechter goldenen Merkurstab, im mittleren silbernen Feld eine grünbelaubte Linde und links im goldenen Feld ein in Rot und Silber in vier Reihen zu je vier Feldern geschachter Querbalken. Auf dem Helm aus einem schwarzen Adlerflügel ein schwarz geharnischter Arm, in der Hand einen goldenen Bogen, darüber zwei gekreuzte goldenen Pfeile. Die Helmdecken sind rot und silbern.

## Bekannte Namensträger
- Christian von Linden, Stettiner Getreidegroßhändler und schwedischer Kommerzienkommissar
- Christian Bogislaw von Linden (1707–1779), preußischer Generalmajor
- Detlof Gustav Friedrich von Linden (um 1712–1761), preußischer Kriegs- und Domänenrat, Gesandter in Schweden